# 남편만 몰라요
"남편만 몰라요"는 한국에서 제작된 고광현 감독의 2015년 멜로/로맨스, 코미디 영화이다. 최선미 등이 주연으로 출연하였다.

## 출연

### 주연
- 최선미

### 조연
- 황호상
- 이강탁
- 전금한
- 김영희